# Stebbins (månkrater)
Stebbins är en nedslagskrater på månens baksida. Stebbins har fått sitt namn efter den amerikanske astronomen Joel Stebbins.
Kratern har en diameter på ungefär 129 km.

## Satellitkratrar
| Stebbins | Latitud | Longitud | Diameter |
| -------- | ------- | -------- | -------- |
| C        | 67.7° N | 133.6° V | 39 km    |
| U        | 65.4° N | 147.6° V | 44 km    |